# 由利本荘市本荘由利総合運動公園野球場
由利本荘市本荘由利総合運動公園野球場（ゆりほんじょうし ほんじょうゆりそうごううんどうこうえん やきゅうじょう）は、秋田県由利本荘市の本荘由利総合運動公園内にある野球場である。愛称は水林グリーンスタジアム。2003年・第85回大会まで全国高等学校野球選手権秋田大会の会場だった(後継はグリーンスタジアムよこて)。

## 概要
1978年（昭和53年）に、本荘市により本荘市本荘由利総合運動公園水林球場（通称：水林球場、みずばやしきゅうじょう）として開場した。周辺には陸上競技場のほか、テニスコートなどがある。
施設の老朽化が進んだことから、2011年度より工期2年、総事業費およそ8億1,000万円をかけてリニューアル事業が行われ、メインスタンドおよび内野スタンドの改修、グラウンド拡張（両翼90mから100mに、中堅120mから122mに拡張）、バックスクリーンと一体型のスコアボード新設（以前は右翼側外野スタンドに小さい手動式スコアボードがあった）等の工事が進められた。また、県内の屋外球場としては初めて内外野とも全面人工芝となり、バックネット側ファウルクラウンドには愛称の「水林グリーンスタジアム」の文字が記されている。
2013年（平成25年）4月6日にリニューアルオープンし、同年6月29・30日には、リニューアルオープン記念として、プロ野球イースタン・リーグ公式戦の読売ジャイアンツ対埼玉西武ライオンズ2連戦が行われた。

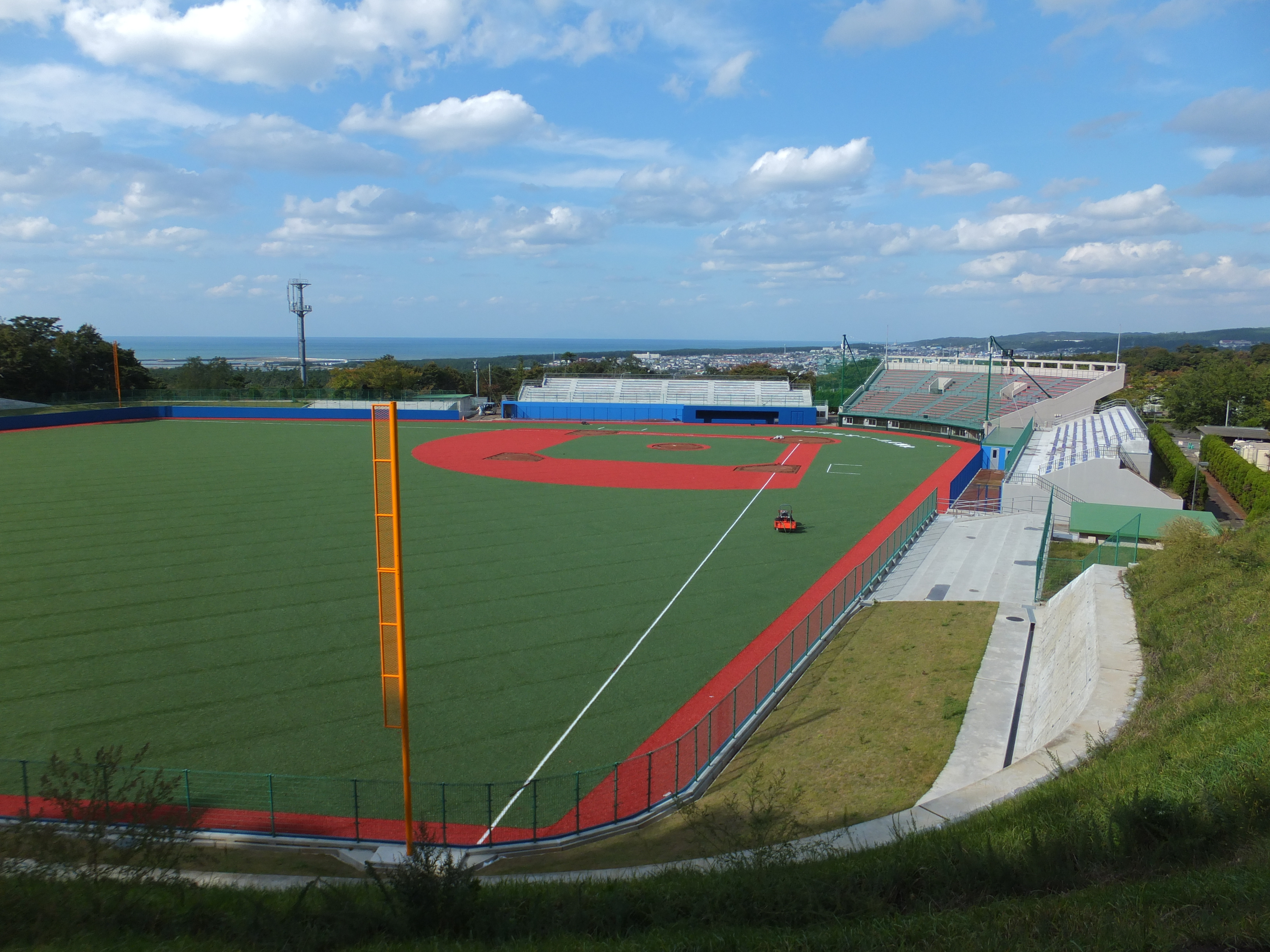
県内の屋外球場で初めて全面人工芝となった。
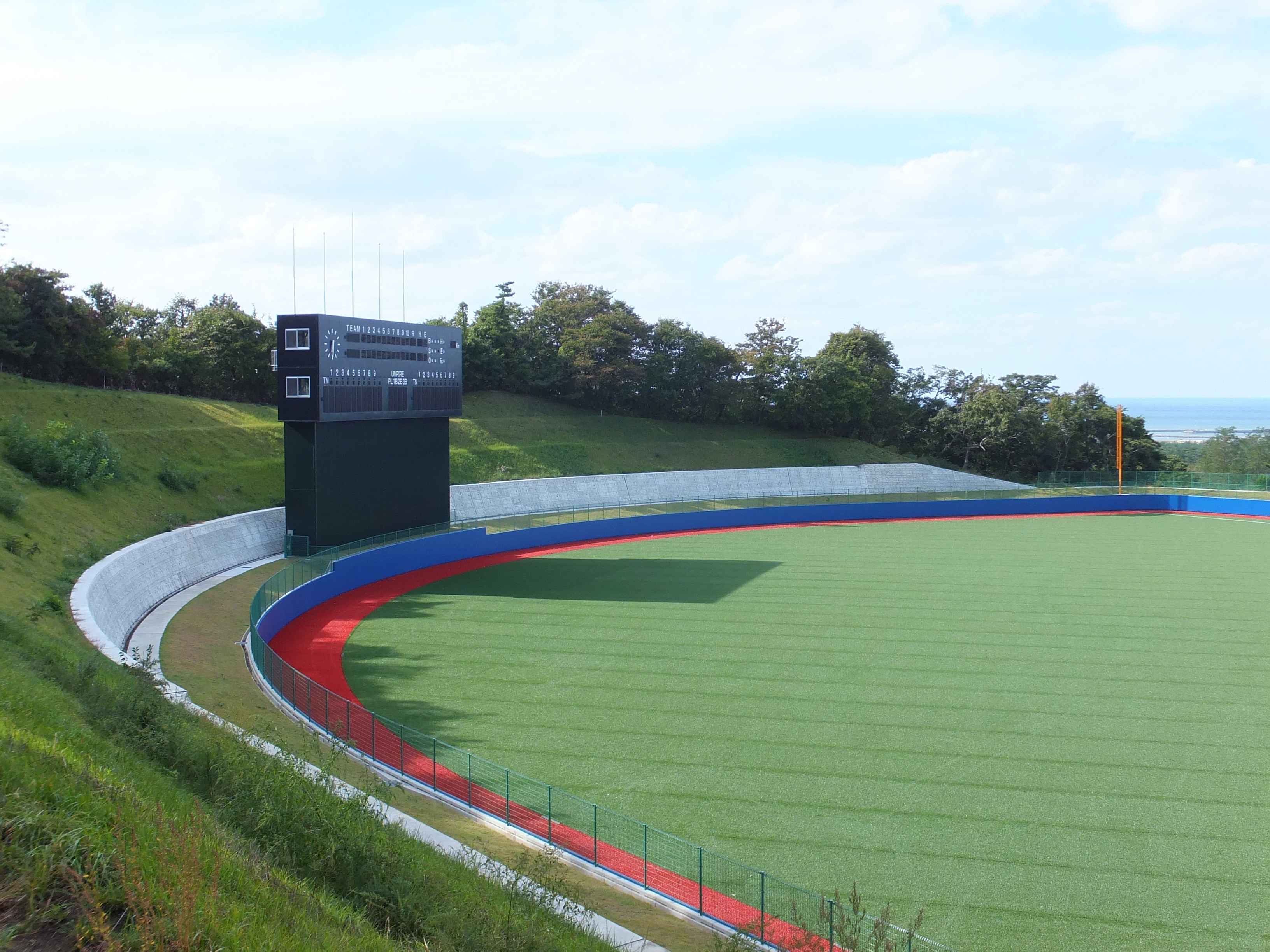
新たに整備されたスコアボード

## 施設概要
- グラウンド面積：12,230m2[1]
- 両翼：100m、中堅：122m[1]
- 内外野とも人工芝
- スコアボード：電光掲示板式
- 収容人員：7,000人（内野：ベンチ席、外野：芝生席）[1]
- 照明設備：なし

## 交通
- JR羽越本線・由利高原鉄道羽後本荘駅より、車で約10分